# Igreja de Quis
A Igreja de Quis (em azeri: Kiş Kilsəsi; em georgiano: გიშის ეკლესია), também conhecido de diferentes fontes como Igreja de São Eliseu (azerbaijano: Müqəddəs Yelisey Kilsəsi, armênio: սուրբ եղիշէ եկեղեցի; Latinizado Santo Eliseu) ou Igreja da Santa Mãe de Deus (armênio: Սուրբ Աստուածածին եկեղեցի), é um templo ortodoxo georgiano, provavelmente datado do início do século XII, inativo por falta de paroquianos desde o século XIX, embora - a partir de 2000 - a missa ainda fosse regularmente celebrada por um padre georgiano. Localiza-se na Aldeia de Kiş aproximadamente 5 km ao norte de Shaki, Azerbaijão. Pesquisas arqueológicas realizadas em 2000 concluíram que foi construído primeiro como uma igreja diofisista georgiana, mais tarde para se tornar uma igreja calcedôniana (armênia ou albanesa caucasiana). Pesquisas anteriores haviam proposto que havia funcionado em diferentes momentos como uma igreja apostólica albanesa caucasiana, uma igreja calcedôniana dentro da Igreja Ortodoxa Georgiana, e mais tarde como uma Igreja Apostólica Armênia.

## História
De acordo com o historiador armênio do século VII Moisés de Dascurã, no século I São Eliseu, discípulo de Tadeu de Edessa, chegou a um lugar chamado Guis (Գիս), onde construiu uma igreja e recitou uma liturgia. A igreja tornou-se o "centro espiritual e o local de iluminação das pessoas do Oriente". A caminho de Gis, St. Elishe foi morto perto do altar pagão no pequeno vale de Zerguni por pessoas desconhecidas. De acordo com o historiador armênio da arquitetura Samvel Karapetian, a posição geográfica de Kish não parece corresponder à descrita por Moisés de Dascurã. Karapetian acredita que eles identificaram Gis como a aldeia de Bomen/Bum 60 km a sudeste de Kish, no Distrito de Gabala.
Segundo um historiógrafo georgiano, no século X, a população de Kish converteu-se à Igreja Ortodoxa Georgiana (calcedonismo). A igreja de Kish foi transformada em residência de um Bispo georgiano, funcionando até o século XVII. Na época em que a Rússia tomou posse da região, a Vila de Kish tinha população Udi. De acordo com Robert H. Hewsen, a língua Udi parecia ter prevalecido ao norte do rio Kura até o século XIX, e a população armênia parecia ser de chegada relativamente recente. Enquanto muitos armênios, sem dúvida, se estabeleceram lá fugindo das invasões turco-mongólicas, muitos outros entraram na região com a chegada dos russos no início do século XIX.